# Rue du Lycée (Colmar)
Pour les articles homonymes, voir Rue du Lycée.
La rue du Lycée est une voie de la commune française de Colmar.

## Situation et accès
Cette voie de circulation, d'une longueur de 120 m, se trouve dans le quartier centre.
On y accède par les rues des Blés, Landeck ou la place du Lycée.
Cette voie n'est pas desservie par les bus de la TRACE.